# Чінхан
Чінхан (кор. 진한) — об'єднання корейських «малих держав», що займало район сучасної провінції Кьонсан. Складалося приблизно з 10-12 союзів племен і оформилося до II ст. до н. е.. Одне з держав Самхан («Три хана»), разом з Пьонхан і Махан.
Чінхан, як і інші союзи Самхан з'явився в результаті розпаду найдавнішої корейської держави Кочосон в 108 році до н. е. і подальшої міграції населення з північної частини Корейського півострова. Зв'язок зі старішою державою Чін не до кінця зрозумілий, хоча відома китайська хроніка Саньґочжи каже про те, що Чінхан і Чін — одне і те ж державне утворення (інші записи називають Чін попередником всіх держав Самхан).
Є відомості, що свого часу Чінхан навіть підпорядковувався Махан, але це тривало недовго. Надалі одна з чінханських «малих держав» — Саро (Сілла) стало набирати силу, незалежність і поступово завойовувати навколишні союзи племен. Таким чином відбувалося становлення держави Сілла.
Про життя у Чінхані відомо зовсім небагато. Жителі Чінхан займалися землеробством, як поливним, так і суходільним, і навіть розведенням шовкопряда (виробляли шовк). Вважається, що головною релігією в регіоні був шаманізм, який відігравав важливу роль також і в політиці.